# باغ گذرگاه‌های هزارپیچ
باغ گذرگاه‌های هزارپیچ (به اسپانیایی: El Jardín de senderos que se bifurcan) نام داستان کوتاهی نوشته خورخه لوئیس بورخس نویسنده و شاعر آرژانتینی است که در سال ۱۹۴۱ در آرژانتین منتشر شد.

جلد ترجمه فارسی